# Crotalaria quartiniana
Crotalaria quartiniana är en ärtväxtart som beskrevs av Achille Richard. Crotalaria quartiniana ingår i släktet sunnhampor, och familjen ärtväxter. Inga underarter finns listade i Catalogue of Life.